# Langford Reed
Pour les articles homonymes, voir Reed.
Langford Reed (né en 1889 à Clapham et mort le 11 mars 1954 à Hampstead) est un acteur, scénariste et réalisateur britannique. 

## Filmographie partielle

### Acteur
- 1906 : Saved by a Lie de Percy Stow
- 1907 : A Knight Errant de J. H. Martin

### Scénariste
- 1906 : Saved by a Lie de Percy Stow
- 1907 : Disturbing His Rest de Percy Stow
- 1907 : A Knight Errant de J. H. Martin
- 1907 : The Wreck of the Mary Jane de Percy Stow
- 1907 : The Story of a Modern Mother de Percy Stow
- 1907 : Adventures of a Bath Chair de Percy Stow
- 1907 : An Awkward Situation de Percy Stow
- 1907 : The Water Babies de Percy Stow
- 1907 : The Pied Piper de Percy Stow
- 1907 : That's Not Right : Watch Me ! de Percy Stow
- 1907 : An Anxious Day for Mother de Percy Stow
- 1908 : The Little Waif and the Captain's Daughter de Percy Stow
- 1908 : The Captain's Wives de Percy Stow
- 1908 : Three Maiden Ladies and a Bull de Percy Stow
- 1908 : Three Suburban Sportsmen and a Hat de Percy Stow
- 1908 : Mr. Jones Has a Tile Loose de Percy Stow
- 1908 : If Women Were Policemen de Percy Stow
- 1908 : The Old Composer and the Prima Donna de Percy Stow
- 1908 : Follow Your Leader and the Master Follows Last de Percy Stow
- 1908 : The Cavalier's Wife de Percy Stow
- 1908 : Robin Hood and His Merry Men de Percy Stow
- 1908 : Nancy de Percy Stow
- 1908 : Algy's Yachting Party de Percy Stow
- 1908 : The Tempest de Percy Stow
- 1908 : The Puritan Maid and the Royalist Refugee de Percy Stow
- 1908 : A Modern Cinderella de Percy Stow
- 1908 : When the Man in the Moon Seeks a Wife de Percy Stow
- 1908 : The Old Favourite and the Ugly Golliwog de Percy Stow
- 1908 : The Martyrdom of Thomas A Becket de Percy Stow
- 1908 : Ib and Little Christina de Percy Stow
- 1909 : The Love of a Nautch Girl de Percy Stow
- 1909 : The Crafty Usurper and the Young King de Percy Stow
- 1909 : His Work or His Wife de Percy Stow
- 1909 : Hard Times de Percy Stow
- 1914 : The Temptation of Joseph de Percy Stow
- 1914 : The Rival Anarchists
- 1914 : The Little God
- 1914 : The Catch of the Season
- 1915 : The Angel of the Ward de Tom Watts
- 1918 : Chase Me Charlie
- 1919 : The Heart of a Rose de Jack Denton (en)
- 1919 : A Lass o' the Looms de Jack Denton
- 1920 : The Woman Hater de Sidney M. Goldin (en)
- 1920 : The Bird Fancier de Sidney M. Goldin
- 1920 : Potter's Clay de H. Grenville-Taylor & Douglas Payne

### Réalisateur
- 1914 : The Temptation of Joseph
- 1914 : The Rival Anarchists
- 1914 : The Little God
- 1914 : The Catch of the Season
- 1914 : The Cleansing of a Dirty Dog
- 1918 : Chase Me Charlie